# Controle em malha aberta
Controlador de malha aberta consiste em um sistema que não possui realimentação. Mais detalhadamente o controle em malha aberta consiste em aplicar um sinal de controle na entrada de um sistema, esperando-se que na saída a variável controlada consiga atingir um determinado valor ou apresente um determinado comportamento desejado. Nesse tipo de sistema de controle não observamos a evolução do processo para a determinar o sinal de controle. A entrada não depende da saída, na verdade espera-se que na saída tenhamos o sinal desejado sem que possamos tirar informações dela para modificarmos a entrada. O problema de um sistema de controle desse tipo é que só teremos a saída desejada se não ocorrerem perturbações tanto de ordem externa como internas (modificação dos parâmetros), pois o controlador atuará como se não tivesse ocorrido qualquer perturbação e a resposta não terá valor para as novas características do sistema.
A tensão definida pelo controlador não depende da posicão angular do eixo.
Vantagens:
- Baixo custo (necessita de menos componentes)
- Simplicidade (fácil de implementar na prática)

## Controle em Malha Aberta
O controle em malha aberta consiste em aplicar um sinal de controle pré-determinado, esperando-se que ao final de um determinado tempo a variável controlada atinja um determinado valor ou apresente um determinado comportamento. Neste tipo de sistema de controle não são utilizadas informações sobre evolução do processo para a determinar o sinal de controle a ser aplicado em um determinado instante. Mais especificamente, o sinal de controle não é calculado a partir de uma medição do sinal de saída.

Esquemático de um controle em malha aberta

Exemplo: Imagine um automóvel sem velocímetro. Deseja-se manter a velocidade constante em um determinado valor: 80Km/h por exemplo. O motorista estima então com qual pressão ele deverá pisar no acelerador e mantém o acelerador com esta pressão. Dependendo da experiência do motorista a velocidade final se manterá próxima de 80Km/h, mas somente com muita sorte ele conseguirá manter a velocidade em 80Km/h. Por outro lado, se ele precisar subir (descer) uma lombada, a velocidade irá diminuir (aumentar).
Exemplo: Considere o controle de um forno onde um operador com uma determinada experiência, estima o tempo que o forno deve ficar ligado a plena potência para que a temperatura chegue a um determinado valor. Obviamente, apenas com muita sorte, a temperatura do forno ao final do tempo pré-determinado será exatamente a desejada. De uma maneira geral, a temperatura ficará um pouco acima ou um pouco abaixo do valor desejado. Além disto, a temperatura final do forno provavelmente irá variar dependendo de variações temperatura ambiente, ou seja, a temperatura interna final do forno será diferente se a temperatura externa for de 5 ºC (inverno) ou 30 ºC (verão).
Os exemplos acima ilustra as características básicas de um sistema de controle que opera em malha aberta: imprecisão, nenhuma adaptação a variações externas (perturbações), dependência do julgamento e da estimativa humana. Por outro lado, este tipo de sistemas são em geral simples e baratos, pois não envolvem equipamentos sofisticados para a medição e/ou determinação do sinal de controle.